# Siegfried Dohr
Siegfried Dohr (* 2. Oktober 1934 in Klagenfurt; † 12. September 2010) war ein österreichischer Gewerkschafter (GÖD) und Politiker (ÖVP).
Nach der Matura begann Siegfried Dohr 1955 seine berufliche Laufbahn als Beamter in der Finanzlandesdirektion für Wien, Niederösterreich und Burgenland und wechselte 1973 in das Bundesministerium für Finanzen. Er war als Mitglied des ÖAAB und der Österreichischen Volkspartei politisch tätig. 1969 wurde er zum Vorsitzenden der Bundessektion Finanz gewählt, 1977 wurde er  als Dienstrechtsreferent in den Vorstand der Gewerkschaft öffentlicher Dienst (GÖD) berufen. Seine Wahl zum Vorsitzenden der GÖD erfolgte 1989, Dohr übte diese Funktion bis 1997 aus, sein Nachfolger wurde Fritz Neugebauer. 
Im Jahr 1994 wurde er zum Hofrat ernannt.